# 圧着端子

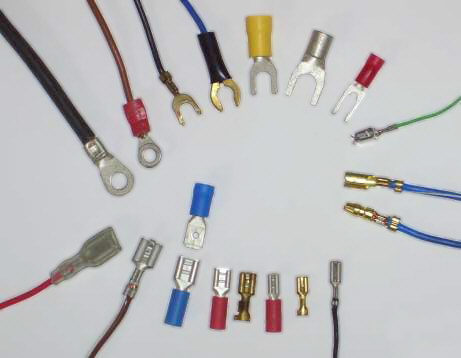
様々な圧着端子

圧着端子（あっちゃくたんし、英語: solderless terminal）とは電線端末に取り付ける接続端子のひとつで、電線と端子とを機械的圧力をかけることにより、固着させることからこの名称がある。

## 圧着端子の特徴
圧着工具と呼ばれる専用の工具を用いて、圧着端子と電線を塑性変形させることで、端子と電線を機械的・電気的に結合するものである。電線と圧着端子を結合する行為のことを「圧着」という。
もともと、はんだ付けによる接続を、作業性改善などの目的で置き換えたものである。圧着端子にはその形状等によりいくつかの種類があるが、いずれもによって電線と強固に固定されるものである。圧着端子と同じような使われ方をされているものに、圧縮端子があるが、これは圧着端子が一方向から圧力をかけて平たく押しつぶして配線と接続するのに対し、複数方向から圧力を掛けて6角形の形状に圧縮し配線と接続する物で、圧着端子よりも素線切れの心配が少ないが高価で接続により手間が掛かる。

### はんだ接続と比較した圧着端子接続の特徴
圧着端子による接続には、はんだ接続と比較して、一般に次のような特徴がある。

#### 長所
- 振動や温度変化に対する、機械的・電気的な耐久性に富む。
- 作業者による、仕上がりのばらつきが少ない。そのため、品質管理が容易である。
- 接続時に加熱の必要がない。このため、熱による部品の劣化がなく、作業時の火傷や火災のリスクもない。

#### 短所
- 圧着端子ごとに、使用可能な電線の種類が、細かく規定されている。
- はんだ接続と比べて、一般に接続部位の寸法が大きくなる。

## 圧着端子の種類

### 主として電力用のもの

#### 裸圧着端子（non-insulated crimp-type terminal lug）
主として、電線をねじ端子台にねじ止め接続するために用いる圧着端子。

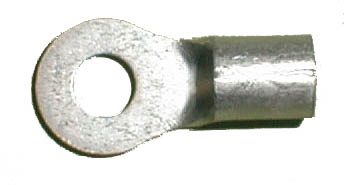
裸圧着端子（R形）

- 丸形（R形）　JISで標準化されており、最も汎用される圧着端子である。
- 先開形（Y形）　JISでは規定されていない。

#### 絶縁被覆付圧着端子（insulated crimp-type terminal lug）[2]
電線の圧着部（胴体部分）が合成樹脂製の絶縁被覆によって覆われているもの。より線専用であり、単線の接続には使用できない。主として制御回路用である。

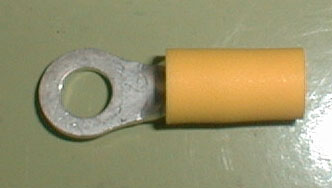
絶縁被覆付圧着端子

- 直管形　JISでは絶縁体の定格温度ごとに、RAA、RAB、RAC、RAD形の種類がある。
- 拡管形　JISでは絶縁体の定格温度ごとに、RBA、RBB、RBC、RBD形の種類がある。

#### 圧着スリーブ（crimp-type sleeve）
電線の相互接続に用いる筒形の圧着端子。相互接続の解除はできない。同じく、電線の相互接続に使用される、ギボシ端子や平形接続端子と比べて、機械的強度や信頼性が高い。そのため、電力用には圧着スリーブが用いられる。
- 裸圧着スリーブ
  - 直線突合せ用スリーブ（B形）  より線同士の相互接続に用いる。
  - 直線重合せ用スリーブ（P形）  より線同士の相互接続に用いる。
  - 終端重合せ用スリーブ（E形、リングスリーブ）  単線同士、単線とより線、またはより線同士の相互接続に用いる。最大使用電流は、B形およびP形よりも低く、20〜30Aである。

- 絶縁被覆付圧着スリーブ

#### フェルール端子[5]
プッシュイン方式のターミナルに使用される接続端子。DIN 46228で規定されている国際規格品である。1本の線だけをかしめるタイプと、2本の線を併せてかしめるタイプがある。圧着後の断面として、台形、四角形、六角形、リンゴの縦断面のような形をしたアイクリンプ形が使用されている。
JISに相当する規格が無い為に国内での使用は輸入品等に限られていたが、2010年代後半になり国内の大手制御機器メーカーがフェルール端子の使用を想定したプッシュイン方式の端子台や制御機器製品をリリースしている。

#### 棒形圧着端子（TC形）[3]
単線用のねじなし端子台である、速結端子台に、より線を接続する場合に用いる。

### 主として信号用のもの

#### 平形接続子[11]（ファストン端子、Faston terminal[12]）
オス側であるメールタブ（male tab）、およびメス側である平形接続端子（female connector）から構成される。
オスメスが着脱容易である。
電線と端子台との接続用途では、電線側に平形接続端子を圧着し、端子台に設けられたメールタブに差し込む構造である。電線の相互接続用には、平形接続端子形状の圧着端子をメス側に用いる。
JISにて標準化されているが、メーカー独自仕様のものも多く流通している。ファストン端子（Faston Tterminal）はTE Connectivityの登録商標である。

#### ギボシ端子（Bullet terminal）
電線同士を接続する際に利用される。オスメスが着脱容易なため、カーオーディオをはじめとした各種自動車電装品の接続に利用されていることが多い。接続部はオープンバレル式。
名前の由来はオス端子の形状が擬宝珠に似ているため。
JISでは、自動車用ぎぼし形おす端子（記号 CA）、自動車用ぎぼし形めす端子（記号 CB）として標準化されている。しかし、メーカー独自仕様のものも多く流通している。

#### オープンバレル式コンタクトピン
オープンバレル式のコンタクトピンはコネクタハウジングに複数まとめられて、抜き差しする際に用いられる。

#### ブレード端子（BT形）[3]
押締端子に接続する際に用いられる。

#### エレクトロタップ
樹脂製の接合部品で、フラップ中にある金属部が、挟み込むことで電線の絶縁被膜を押し破り、電線部の被覆をむかずに簡単に接続できる。商品名ではスリーエム ジャパンのスコッチロックなどで商標登録もされている。特に電線の中間部分から分岐接続を行う事が容易にできるため、自動車用の配線部材としてETCやLEDなどアフターマーケット電装品の接続部品として多く使用される。但し、経年劣化や、取付時に配線の太さが適合しないことによる接触不良や断線が起きる場合もあり、不具合の原因となり得るため、エンジンコンピュータや灯火類など重要な部分から各種信号や電源を分岐する場合には注意を要する。特に車外の水が掛かる箇所に十分な防水対策を行わず安易に使用すると、毛細管現象による水の侵入経路となり、車内外のコンピュータや電装品を水没させることがあるほか、異種金属接触腐食によって脆化し、振動等でハーネスが切断されることがある。

## 圧着端子の仕様

### 電線抱合範囲
圧着端子には、接続することができる電線の公称断面積の範囲である、電線抱合範囲（wire conjugation range）が定めれている。

### 最大使用電流
圧着端子には、通電することができる電流の最大値である、最大使用電流が、定めれている。

### 定格電圧
絶縁被覆を有する圧着端子には、印加することができる電圧の最大値である、定格電圧が定めれている。